# Simon Falette
Simon Falette, né le 19 février 1992 au Mans, est un footballeur international guinéen, qui joue au poste de défenseur central.

## Biographie
Simon Falette naît le 19 février 1992 au Mans, où son père Albert Falette est ancien joueur.

### En club
Il commence le football au Tours FC, dont l'équipe première est entraînée par son père. En 2006 il intègre le pôle espoirs de Châteauroux, en deuxième année. En avril 2007 il fait partie de la sélection de la Ligue du Centre qui dispute la Coupe nationale des 14 ans. Les joueurs de Laurent Chatrefoux terminent invaincus et manquent d'un rien le dernier carré. Simon Falette rejoint à quinze ans le centre de formation du FC Lorient.
Alors sous contrat stagiaire, il dispute son premier match de Ligue 1 avec le FC Lorient contre le Lille OSC le 18 février 2012. En fin de saison 2011-2012, il signe son premier contrat professionnel avec le FC Lorient pour une durée de trois ans. Il est successivement prêté en Ligue 2 au Stade lavallois, puis au Stade brestois.
À l'issue de son prêt et alors qu'il lui restait un an de contrat au FC Lorient, il s'engage pour trois ans avec le Stade brestois, dont il a constitué lors de son prêt, la charnière centrale en association avec Ismaël Traoré. Lors de la saison 2014-2015 il est l'un des trois délégués syndicaux de l'UNFP au sein du Stade brestois. En 2016, ses pairs l'élisent dans l'équipe type de Ligue 2.
Il rejoint le FC Metz en juin 2016, pour trois saisons. Titulaire lors des trois premières journées de championnat, il inscrit son premier but en Ligue 1 à domicile de la tête sur un coup franc tiré par Florent Mollet face à Angers lors de la troisième journée de championnat. Il est d'ailleurs élu homme du match.
Transféré pour quatre ans à l’Eintracht Francfort en août 2017, il réussit une première saison en Bundesliga très convaincante avec 27 matchs joués dont 25 comme titulaire. Le 19 mai 2018, il remporte la Coupe d’Allemagne après une victoire 3-1 contre le Bayern Munich. En 2019 il dispute une demi-finale de Ligue Europa face au Chelsea FC. Il est titulaire en défense centrale lors des deux matches mais son équipe s'incline aux tirs aux but.
En 2021 Simon Falette signe à Hatayspor, club de D1 turque. À la suite des séismes de février 2023 en Turquie, son club se retire de toute compétition.

### En sélection
Simon Falette possède des origines guinéennes par son arrière grand-père paternel. Bien que sa famille soit originaire de Guyane, sa femme est également guinéenne de Lélouma au Fouta-Djalon.
Le 25 octobre 2018, la Fédération guinéenne de football (Feguifoot) présélectionne Simon Falette et il donne son accord. Il participe à la CAN 2019 qui se déroule en Égypte où il se fait éliminer dès les huitièmes de finale par l'Algérie (3-0).

## Statistiques
| Saison                | Club                   | Championnat           | Championnat | Championnat | Coupe nationale | Coupe nationale | Coupe de la Ligue | Coupe de la Ligue | Compétition(s) continentale(s) | Compétition(s) continentale(s) | Compétition(s) continentale(s) | Total | Total |
| Saison                | Club                   | Division              | M.          | B.          | M.              | B.              | M.                | B.                | Comp.                          | M.                             | B.                             | M.    | B.    |
| 2011-2012             | FC Lorient             | Ligue 1               | 1           | 0           | -               | -               | -                 | -                 | -                              | -                              | -                              | 1     | 0     |
| 2012-2013             | Stade lavallois (prêt) | Ligue 2               | 29          | 3           | 2               | 1               | 1                 | 0                 | -                              | -                              | -                              | 32    | 4     |
| 2013-2014             | Stade brestois (prêt)  | Ligue 2               | 32          | 1           | 3               | 0               | -                 | -                 | -                              | -                              | -                              | 35    | 1     |
| 2014-2015             | Stade brestois         | Ligue 2               | 32          | 1           | 5               | 0               | 1                 | 0                 | -                              | -                              | -                              | 38    | 1     |
| 2015-2016             | Stade brestois         | Ligue 2               | 34          | 1           | 1               | 0               | -                 | -                 | -                              | -                              | -                              | 35    | 1     |
| Sous-total            | Sous-total             | Sous-total            | 98          | 3           | 9               | 0               | 1                 | 0                 | -                              | -                              | -                              | 108   | 3     |
| 2016-2017             | FC Metz                | Ligue 1               | 36          | 3           | 1               | 0               | 3                 | 0                 | -                              | -                              | -                              | 40    | 3     |
| 2017-2018             | Eintracht Francfort    | Bundesliga            | 27          | 1           | 1               | 0               | -                 | -                 | -                              | -                              | -                              | 28    | 1     |
| 2018-2019             | Eintracht Francfort    | Bundesliga            | 7           | 0           | -               | -               | -                 | -                 | C3                             | 7                              | 0                              | 14    | 0     |
| 2019-2020             | Eintracht Francfort    | Bundesliga            | 1           | 0           | -               | -               | -                 | -                 | -                              | -                              | -                              | 1     | 0     |
| Sous-total            | Sous-total             | Sous-total            | 35          | 1           | 1               | 0               | -                 | -                 | -                              | 7                              | 0                              | 43    | 1     |
| 2019-2020             | Fenerbahçe SK (prêt)   | Süper Lig             | 8           | 0           | 4               | 0               | -                 | -                 | -                              | -                              | -                              | 12    | 0     |
| 2020-2021             | Hanovre 96             | 2.Bundesliga          | 18          | 0           | 1               | 0               | -                 | -                 | -                              | -                              | -                              | 19    | 0     |
| 2021-2022             | Hanovre 96             | 2.Bundesliga          | 2           | 0           | -               | -               | -                 | -                 | -                              | -                              | -                              | 2     | 0     |
| Sous-total            | Sous-total             | Sous-total            | 20          | 0           | 1               | 0               | -                 | -                 | -                              | -                              | -                              | 21    | 0     |
| 2021-2022             | Hatayspor              | Süper Lig             | 11          | 1           | 3               | 0               | -                 | -                 | -                              | -                              | -                              | 14    | 1     |
| 2022-2023             | Hatayspor              | Süper Lig             | 8           | 0           | 1               | 0               | -                 | -                 | -                              | -                              | -                              | 9     | 0     |
| Sous-total            | Sous-total             | Sous-total            | 19          | 1           | 4               | 0               | -                 | -                 | -                              | -                              | -                              | 23    | 1     |
| 2023-2024             | Zbrojovka Brno         | Druha Liga            | 3           | 0           | -               | -               | -                 | -                 | -                              | -                              | -                              | 3     | 0     |
| 2024-2025             | FC Martigues           | Ligue 2               | 33          | 0           | 2               | 0               | -                 | -                 | -                              | -                              | -                              | 35    | 0     |
| Total sur la carrière | Total sur la carrière  | Total sur la carrière | 282         | 11          | 24              | 1               | 5                 | 0                 | -                              | 7                              | 0                              | 318   | 12    |